# 大学駅 (香港)
座標: 北緯22度24分07秒 東経114度12分36.62秒 / 北緯22.40194度 東経114.2101722度
大学駅（だいがくえき）は、香港新界沙田区馬料水にある、香港鉄路 (港鉄 MTR)東鉄線の駅である。

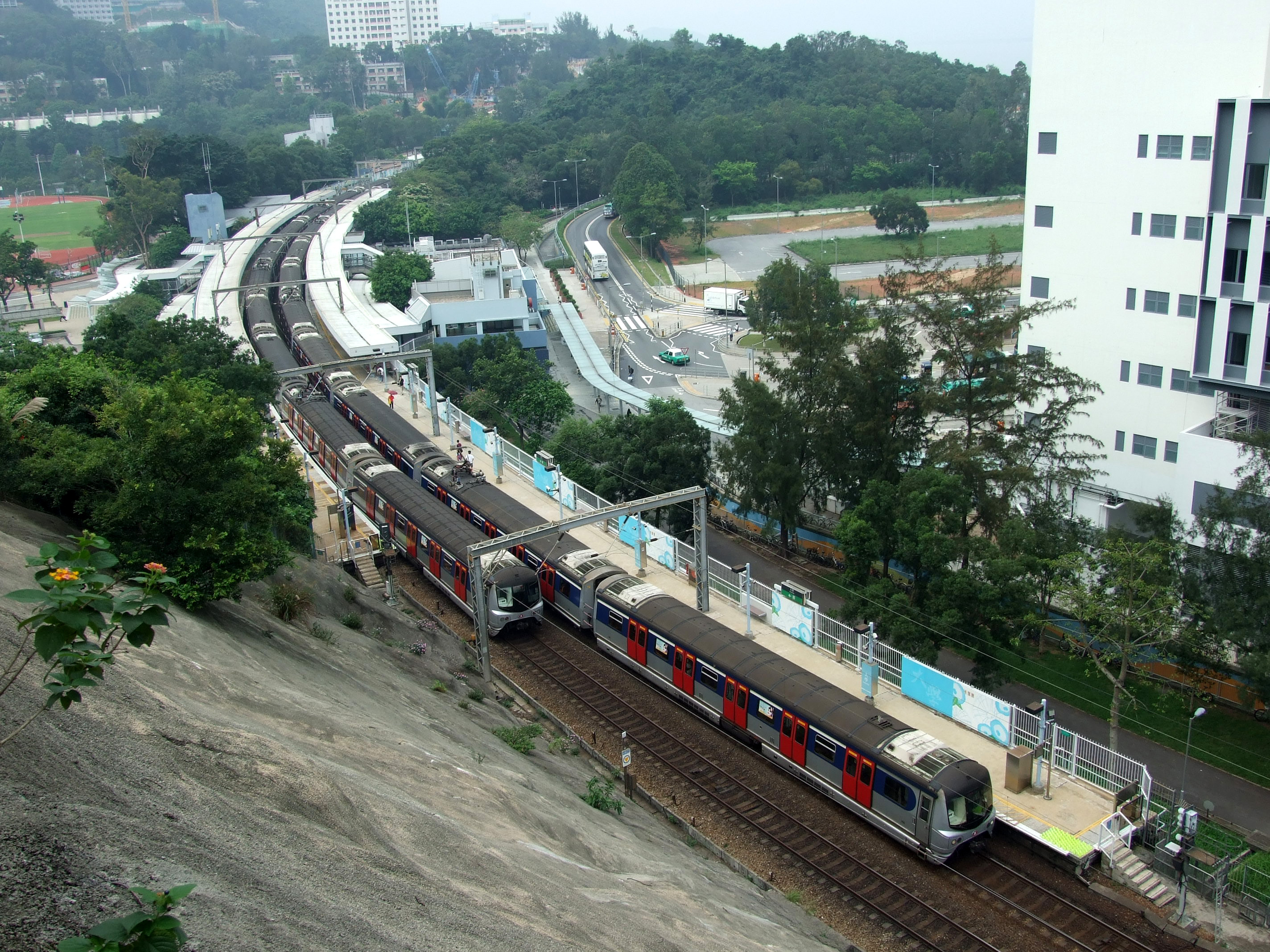
ホームの全景

## 駅構造
- 相対式ホーム2面2線の高架駅。

| P 月台        | 西面大堂                     | A、C出口、客務中心、香港中文大学学内移動用シャトルバス乗り場 |
| P 月台        | 相対式ホーム、左側の扉が開く |                                                              |
| P 月台        | ➊番線                        | ■東鉄線羅湖／落馬洲方面→                                     |
| P 月台        | ➋番線                        | ←■東鉄線金鐘方面                                             |
| P 月台        | 相対式ホーム、左側の扉が開く |                                                              |
| C 大堂 (地面) | 東面大堂                     | B出口、公共運輸交匯處、客務中心、洗手間                      |
| C 大堂 (地面) | 東面大堂                     | 車站商店、自動售賣機、ATM                                    |
| C 大堂 (地面) | 行人通道                     | 行人通道通往各月台及出口                                     |

## 駅周辺
名前の通り、香港中文大学（以下中大と略す）の最寄り駅である。というより周囲にはもともと中大以外にこれといった施設がないため、文字通り中大のための駅であった。
西側の改札口を出ると、もうキャンパス内であり、ここには学内移動用シャトルバスの乗場となっている。中大は山一つが丸々キャンパスであり、歩いていけないエリアの方が多い。
一方東側はもともと何もなかったのだが、現在ではバスターミナルが整備され、川向こうにあるMTR屯馬線馬鞍山駅へ向かうバスおよびその先まで直通するミニバスのターミナルへと発展を遂げている。このルートは渋滞がなく時間が読めて、かつ駅数の多い馬鉄と比べて速くて便利ということで利用者は少なくない。
なお、タクシーで中大に行く場合は、沙田駅もしくは火炭駅で下車して車を捕まえると良い。西側では降車客が偶然いない限り、タクシーを捕まえられない。東側でタクシーを捕まえても、火炭駅か大埔墟駅まで迂回しなければ、キャンパスに入れないからである。

## 歴史
- 1956年9月24日 -馬料水（Ma Liu Shui）駅として 開業。
- 1966年 -大学（University）駅に改称。

## 隣の駅
香港鉄路
■東鉄線
火炭駅 - 大学駅 - 大埔墟駅
■東鉄線馬場支線
馬場駅 - 大学駅